# بيت متع (الرجم)

تعديل مصدري - تعديل

بيت متع هي إحدى قرى عزلة الجرادي بمديرية الرجم التابعة لمحافظة المحويت، بلغ تعداد سكانها 78 نسمة حسب تعداد اليمن لعام 2004.